# Кюлюмер
Кюлюмер (также Кюлюмэр) — пресноводное озеро термокарстового происхождения на северо-востоке Якутии, в Аллаиховском улусе. Расположено в пределах Индигирской низменности, севернее озера Хаптагай и северо-западнее озера Бакул, в междуречье рек Бёрёлёх и Аччыгый-Лапча. Имеет неправильную форму, берега умеренно изрезаны, низкие, местами заболоченные, покрытые тундровой растительностью. В западной части имеется полуостров значительных размеров, в середине водоёма — крупный остров. На севере вытекает река Кюлюмер-Сяне, приток Гусиной.
Площадь озера составляет 74 км². Площадь водосбора — 634 км². Длина озера около 14 км, максимальная ширина в южной части достигает 7,9 км. Находится на высоте 7 м над уровнем моря.
Ближайший населенный пункт, посёлок Чокурдах, расположен примерно в 70 км к юго-востоку.